# Crudaria wykehami
Crudaria wykehami (лат.) — вид бабочек из рода Crudaria, обитающий в Южной Африке, в Западно-Капской провинции. Передние крылья дистально закруглены. Длина переднего крыла у самца 11,25—11,5 мм, а у самки 14,25—14,5 мм.

## Описание

### Самец (верхняя сторона крыльев)
Все крылья сверху с легким бронзовым отливом при определённом освещении; и окаймлены тёмно-коричневым цветом. Прожилки в целом более темного цвета, чем основная поверхность крыла. Переднее крыло с плохо выраженной темной дискоцеллюлярной маркировкой; заднее крыло с небольшим, коротким и тупым анально-угловым выступом и с небольшим светло-серым пятном с небольшим, более или менее темным прилегающим чешуйчатым налетом в пределах проекции. Существует лишь очень слабое указание на то, что можно было бы рассматривать как хвост в анальном углу — в отличие от ситуации, относящейся к Crudaria leroma. Реснички всех крыльев светло-кремового цвета, местами с некоторым тёмным вкраплением; в основном они тёмные у анального угла.

### Самец (нижняя сторона переднего крыла)
Переднее крыло. Основной цвет светло-желтовато-серый. Основной рисунок частично металлических пятен с неполной черной каймой, характерный для Crudaria leroma, при этом дискальный ряд в целом параллелен дистальному краю и определенно не расположен наклонно, как, по крайней мере, у некоторых форм Crudaria leroma. В нижней части крыла, ближе к основанию, появляется серое или, скорее, черноватое «пятно». Несколько небольших металлических отметин с более или менее очевидными незначительными темными чешуйками, включая те, которые следуют за дисковым рядом и снова упоминаются ниже, но плохо определены. Имеется субмаргинальный ряд нерезко очерченных, довольно крупных бледных отметин, некоторые из которых имеют тенденцию быть слегка металлическими внутри, и с небольшими нечеткими темными отметинами, прилегающими к ним. На внешней стороне этого ряда встречаются слабые темноватые точки, а край крыла имеет коричневатую окантовку с очень мелкими черными чешуйками на концах прилегающих к нему жилок.

### Самец (нижняя сторона заднего крыла)
Основной цвет, как описано для переднего крыла, или несколько более теплого палевого тона (по крайней мере, у одного экземпляра). Окрас светлый, от кремового до светло-палевого, пятнистость соответствует окрасу леромы и расположена аналогично. Это пятно показывает, самое большее, лишь частичное указание на тонкую, более темную (коричневатую) окантовку. По краю крыла имеется тонкая коричневатая окантовка, менее отчетливая, чем на переднем крыле, с прилегающими к ней мелкими более темными точками. Реснички всех крыльев в основном беловато-серого или светло-палевого цвета, с некоторыми индивидуальными вариациями у разных особей.

### Самка (верхняя сторона крыльев)
Коричневая, с более каштановым оттенком и более светлая, чем у самца; немного темнеет к дистальным краям. На всех крыльях могут быть небольшие признаки дискоцеллюлярной маркировки. Поля с менее отчетливой темной каймой, чем у самца. Анально-угловая проекция заднего крыла широкая и довольно хорошо сформированная, но без четко очерченного хвоста как такового. На анальном углу крыла имеется крошечная беловатая точка. Реснички всех крыльев от белых до кремово-белых, но темнее к основанию, с небольшим количеством светлого цвета, в некоторой степени проникающего ближе к краям крыльев; те, что имеют анально-угловую проекцию, в основном темные.

### Самка (нижняя сторона переднего крыла)
Переднее крыло, основной цвет довольно светло-палевый, с более теплым оттенком, чем у самца. Рисунок белых пятен, как у самца, но в большинстве примеров все пятна очень четко контрастируют с их фоном; те, что находятся во внутренней половине крыла, имеют только узкую черную окантовку с каждой стороны, в то время как в дисковой серии черная окантовка встречается только на внешней стороне. Субмаргинальный ряд четкий и определенно лучше выражен, чем у самца. нерезко очерченные точки, более темные, чем основной цвет, которые встречаются субмаргинально, по крайней мере частично окаймлен беловатыми чешуйками, которые снаружи переходят в реснички; на концах жилок имеется немного более темная отметина, соответствующая субмаргинальным точкам самца. Около нижнего угла крыла образуется обширная беловатая чешуя. Основная часть дискального ряда расположена примерно под тем же углом, что и у самца, не будучи наклонно расположенной по отношению к дистальному краю.

### Самка (нижняя сторона заднего крыла)
Основной цвет, в целом, иногда более светло-сероватый, чем на переднем крыле. Основной рисунок, как у самца, но пятна отчетливо белые и, по крайней мере частично, более заметные; степень темной окантовки заметно различается у разных особей, но ни у одной из них не наблюдается по-настоящему сильного. Субмаргинальные точки в основном хорошо обведены белым; и некоторые темные отметины на концах жилок. В области 5 белая маркировка постдисковой серии затемнена (или по крайней мере, частично) коричневатой маркировкой, главным образом в передней части эллипса. Реснички всех крыльев белые, но (особенно на переднем крыле), более базальные, темно-коричневые; и с ощущением клетчатости внутри. Заметно затемнен ниже нижнего угла переднего крыла и анального угла заднего крыла.

### Гениталии самца
Винкулум полностью сросся вентрально и латерально и не состоит из двух отдельных склеритов, как у Crudaria leroma. Дистальный конец клапана более длинный и острый. Эдеагус частично очень глубокий, при боковом взгляде, из-за того, что центральная часть образована книзу примерно на двух пятых расстояния от базального конца эдеагуса. Юкста больше, шире и более остро вытянута наружу по отношению к каждой половине.